# Leiko Ikemura
Leiko Ikemura (イケムラレイコ Ikemura Reiko; Tsu, Prefectura de Mie, 22 de agosto de 1951) es una pintora y escultora de nacionalidad japonesa-suiza, residente en Alemania.

## Biografía
Nació en la localidad japonesa de Tsu el 22 de agosto de 1951. En 1970 inició sus estudios en la Universidad de Osaka, Japón donde permaneció hasta 1972.
En el periodo comprendido entre 1973 y 1978 fue alumna de la Escuela Superior de Bellas Artes de Santa Isabel de Hungría en Sevilla, España.
Desde 1991 Leiko Ikemura es profesora de pintura en la "Universitaet der Kuenste, UDK" en Berlín, Alemania.
Vive y trabaja en Berlín y Colonia, Alemania.

## Premios
- 2008 Premio August Macke de Hochsauerlandkreis
- 2007 Iserlohn Art Award, la Fundación Comunitaria de la Caja de Ahorros de Iserlohn / Wessel-club de
- 2002 La Fundación José y Anni Albers, artista en residencia, New Haven, Connecticut, EE. UU.
- 2001 Premio Alemán de la Crítica de Artes Visuales, "Asociación de críticos alemanes e. V."
- 1988 Premio del Jurado de la Trienal Internacional de Gráfica original
- 1983-84: "Artista de la ciudad de Núremberg" Residencia, invitado por la ciudad de Núremberg
- 1981 Premio de la Fundación de Arte Gráfico en Suiza
- 1981 "Becas de la Fundación Kiefer-Hablitzel", Oficina Federal de Cultura de la Confederación Suiza

## Exposiciones (selección)
- 2019: "LEIKO IKEMURA, NACH NEUEN MEEREN", Kunstmuseum Basel, Schweiz
- 2019: "Leiko Ikemura Our Planet - Earth & Stars", The National Art Center, Tokyo, Japan
- 2010: "Leiko Ikemura" ganadora del August Macke Prize en 2009 en el Sauerland-Museum-Arnsberg
- 2008: "A Perspective on Contemporary Art 6: Emotional Drawing", The National Museum of Modern Art, Tokio, MOMAT, jp
- 2006: "Berlín-Tokio/Tokio-Berlín" Neue Nationalgalerie, Berlín, de
- 2002: "Ozean - ein Projekt", Kunstmuseum Liechtenstein, Vaduz, Liechtenstein (solo)
- 2001: "Les années lumière" Musée cantonal des Beaux-Arts, Lausanne, ch (solo)
- 2001: "Terra! Terra!" Centro Sperimentale d´Arte Contemporanea, Caraglio, it
- 2000: "Beyond the horizon" Toyota Municipal Museum of Art, Toyota, jap (solo)
- 1999: "Sign of life" Melbourne International Bienal, Pabellón de Japón, Melbourne, au (solo)
- 1999: "La razón para la impresión" Museo de Arte Moderno de Medellín, co
- 1999: "Migration" The Haggerty Museum of Art, Milwaukee, EE. UU. (solo)
- 1992: "Ankunft" Kunstwerke, Berlín, de
- 1991: "Double Take" Soho Art House, New York, EE. UU.
- 1990: "A Perspective of Contemporary Art: Color and/or Monochrome" The National Museum of Art, Kioto, jap
- 1989: "Leiko Ikemura" Ulmer Museum, Ulm, de (solo)
- 1989: "Drawing as Itself" The National Museum of Art, Osaka, jp
- 1988: "Leiko Ikemura" Musée Cantonal des Beaux Arts, Lausanne, ch (solo)
- 1988: "Leiko Ikemura" Wolfgang-Gurlitt-Museum, Linz, at (solo)
- 1987: "Leiko Ikemura, Gemälde, Zeichnungen 1980-1987" Museum für Gegenwartskunst / Kunstmuseum Basel, ch (solo)
- 1985: “Vom Zeichnen“ Frankfurter Kunstverein, Fráncfort del Meno; Kasseler Kunstverein, Kassel; Museum moderner Kunst MUMOK, Viena,
- 1983: Bonner Kunstverein, Bonn, (solo)

## Colecciones Públicas (Selección)
- Museo Nacional de Arte Moderno (Francia), Centro Pompidou, París
- National Museum of Modern Art, Tokyo, Japón
- National Museum of Art, Osaka, Japón
- Museo de Arte de Basilea, Suiza
- Kunstmuseum Liechtenstein, Liechtenstein
- Kolumba, Museo de arte del Arzobispado de Colonia, Alemania
- Museo Palacio de Arte de Düsseldorf, Alemania
- Lentos, Museo de Arte de Linz, Austria
- Museo Municipal de Arte de Toyota, Aichi, Japón